# Конус (биологија)
Конус је род средњих до великих грабљивих морских пужева, који се још називају и конусним пужевима. Род је познат од еоцена, данас је заступљен са више од 500 врста. Тропске врсте су и отровне.

## Врсте
Листа није комплетна.
| - -{Conus abbotti Clench, 1942 - Conus achatinus Gmelin, 1791 - Conus acutangulus Lamarck, 1810 - Conus africanus L.C. Kiener, 1849 - Conus alabaster Reeve, 1849 - Conus albicans Sowerby II, 1857 - Conus aldrovadi - Conus amadis Gmelin, 1791 - Conus ammiralis Linnaeus, 1758 - Conus amphiurgus Dall, 1889 - Conus anabathrum Crosse, 1865 - Conus anemone Lamarck, 1810 - Conus aphrodite Petuch, 1979 - Conus araneosus Lightfoot, 1786 - Conus archon Broderip, 1833 - Conus arcuatus Broderip et Sowerby, 1829 - Conus arenatus Hwass in Bruguiére, 1792 - Conus aristophanes Sowerby II, 1857 - Conus armadillo Shikama, 1971 - Conus armiger Crosse, 1858 - Conus articulatus Sowerby III, 1873 - Conus artroptus Sowerby I in Sowerby II, 1833 - Conus asiaticus da Motta, 1985 - Conus attenuatus Reeve, 1844 - Conus aulicus Linnaeus, 1758 - Conus auratinus da Motta, 1982 - Conus auratus Hwass in Bruguiére, 1792 - Conus aureonimbosus Petuch, 1987 - Conus aureus Hwass in Bruguiére, 1792 - Conus auricomus Hwass in Bruguiére, 1792 - Conus aurisiacus Linnaeus, 1758 - Conus austini Rehder & Abbott, 1951 - Conus australis Holten, 1802 - Conus baileyi Röckel & da Motta, 1979 - Conus bajanensis Usticke, 1968 - Conus balteatus Sowerby I in Sowerby II, 1833 - Conus bandanus Hwass in Bruguiére, 1792 - Conus bartschi Hanna et Strong, 1949 - Conus batheon Sturany, 1904 - Conus bengalensis - Conus berdulinus Veillard, 1972 - Conus bermudensis Clench, 1942 - Conus bernardi Kiener, 1845 - Conus betulinus Linnaeus, 1758 - Conus binghamae Petuch, 1987 - Conus bocki Sowerby III, 1881 - Conus boeticus Reeve, 1844 - Conus boholensis Petuch, 1979 - Conus broderipii Reeve, 1844 - Conus bruuni Powell, 1958 - Conus brunneus Wood, 1828 - Conus bullatus Linnaeus, 1758 - Conus californicus Hinds, 1844 - Conus cancellatus Hwass, 1792 - Conus canonicus Hwass in Bruguiére, 1792 - Conus capitaneus Linnaeus, 1758 - Conus caracteristicus G. Fischer, 1807 - Conus cardinalis Hwass, 1792 - Conus caribbaeus Clench, 1942 - Conus carinatus Swainson, 1822 - Conus catus Hwass in Bruguiére, 1792 - Conus cebuganus da Motta & Martin, 1982 - Conus cepasi Trovao, 1975 - Conus cernohorskyi da Motta, 1983 - Conus cervus Lam., 1822 - Conus chaldaeus (Röding, 1798) - Conus chiangi (Azuma, 1972) - Conus chrysocestus S. S. Berry, 1968 - Conus cinereus Hwass in Bruguiére, 1792 - Conus circumactus Iredale, 1929 - Conus circumcisus Born, 1778 - Conus citrinus Gmelin, 1791 - Conus clarki Rehder et Abbott, 1951 - Conus coccineus Gmelin, 1791 - Conus coelinae Crosse, 1858 - Conus collisus Reeve, 1849 - Conus colorovariegatus Kosuge, 1981 - Conus comatosa Pilsbry, 1904 - Conus connectens A. Adams, 1855 - Conus consors Sowerby I in Sowerby II, 1833 - Conus conspersus - Conus corallinus Kiener, 1845 - Conus coronatus Gmelin, 1791 - Conus crocatus Lam., 1810 - Conus cylindraceus Broderip & Sowerby I, 1830 - Conus dalli Stearns, 1873 - Conus daphne - Conus daucus Hwass, 1792 - Conus daullei Cross, 1858 - Conus dayriti Röckel & da Motta, 1983 - Conus delessertii Recluz, 1843 - Conus delicatus Schepman, 1913 - Conus diadema Sowerby, 1834 - Conus dispar Sowerby, 1833 - Conus distans Hwass in Bruguiére, 1792 - Conus dondani Kosuge, 1981 - Conus duplicatus Sowerby I, 1823 - Conus dusaveli (Adams, H., 1872) - Conus ebraeus Linnaeus, 1758 - Conus eburneus Hwass in Bruguiére, 1792 - Conus elisae - Conus emaciatus Reeve, 1849 - Conus episcopatus da Motta, 1982 - Conus ermineus Born, 1778 - Conus eugrammatus Bartsch & Rehder, 1943 - Conus excelsus Sowerby III, 1908 - Conus exiguus Lamarck, 1810 - Conus eximius Reeve, 1849 - Conus fergusoni Sowerby, 1873 - Conus figulinus Linnaeus, 1758 - Conus fischoederi Röckel & da Motta, 1983 - Conus flamingo Petuch, 1980 - Conus flavescens G. B. II Sowerby, 1834 - Conus flavidus Lam., 1810 - Conus floccatus G.B. I Sowerby et G.B. II Sowerby, 1841 - Conus floccatus Sowerby I in Sowerby II, 1839 - Conus floridanus Gabb, 1868 - Conus floridensis G. B. II Sowerby, 1870 - Conus floridulus Adams & Reeve, 1848 - Conus frigidus Reeve, 1848 - Conus fulgetrum Sowerby I in Sowerby II, 1834 - Conus fulvobullatus da Motta, 1982 - Conus furvus Reeve, 1843 - Conus generalis Linnaeus, 1767 - Conus geographus Linnaeus, 1758 - Conus gladiator Broderip, 1833 - Conus glans Hwass in Bruguiére, 1792 - Conus glaucus Linnaeus, 1758 - Conus glicksteini Petuch, 1987 - Conus gloriakiiensis - Conus gloriamaris Chemnitz, 1777 - Conus gradatus Wood, 1828 - Conus grangeri - Conus granifer - Conus granulatus Linnaeus, 1758 - Conus gubba Kiener, 1845 - Conus guinaicus - Conus harasewychi Petuch, 1987 - Conus hirasei (Kira, 1956) - Conus howelli Bartsch & Rehder, 1943 - Conus hypochlorus Tomlin, 1937 - Conus ichinoseana (Kuroda, 1956) - Conus imperialis Linnaeus, 1758 - Conus insculptus Kiener, 1845 - Conus ione Fulton, 1938 - Conus jaspideus Gmelin, 1791 - Conus juliae Clench, 1942 - Conus kermadecensis Iredale, 1912 - Conus kimioi (Habe, 1965) - Conus kinoshitai (Kuroda, 1956) - Conus kintoki Habe & Kosuge, 1970 - Conus kohni McLean & Nybakken, 1979 - Conus kuroharai (Habe, 1965) - Conus lani Crandall, 1979 - Conus lapulapui da Motta & Martin, 1982 - Conus laterculatus Sowerby III, 1870 - Conus legatus Lam., 1810 | - Conus lenavati da Motta & Röckel, 1982 - Conus leobrerai da Motta & Martin, 1982 - Conus leopardus (Röding, 1798) - Conus leonardi Bernardi et Crosse, 1861 - Conus lignarius - Conus lischkeanus Weinkauff, 1875 - Conus litoglyphus Röding, 1798 - Conus litteratus Linnaeus, 1758 - Conus lividus Hwass in Bruguiére, 1792 - Conus lucidus Wood, 1828 - Conus luteus Sowerby I in Sowerby II, 1833 - Conus lynceus Sowerby II, 1857 - Conus macarae Bernardi, 1857 - Conus macgintyi Pilsbry, 1955 - Conus magdalenae Kiener, 1845 - Conus magnificus Reeve, 1843 - Conus magus Linnaeus, 1758 - Conus marmoreus Linnaeus, 1758 - Conus mazei Deshayes, 1874 - Conus mcgintyi Pilsbry, 1955 - Conus melvilli Sowerby, 1878 - Conus memiae (Habe & Kosuge, 1970) - Conus mercatii Brocchi, 1814 - Conus miles Linnaeus, 1758 - Conus miliaris Hwass in Bruguiére, 1792 - Conus mindanus Hwass, 1792 - Conus mitratus Hwass in Bruguiére, 1792 - Conus moluccensis Küster, 1838 - Conus monachus Linnaeus, 1758 - Conus montillai Röckel, 1985 - Conus moreleti Crosse, 1858 - Conus mucronatus Reeve, 1843 - Conus muriculatus Sowerby I in Sowerby II, 1833 - Conus mus Hwass, 1792 - Conus musicus Hwass in Bruguiére, 1792 - Conus mustelinus Hwass in Bruguiére, 1792 - Conus neptunus Reeve, 1843 - Conus nereis Petuch, 1979 - Conus nicobaricus Hwass in Bruguiére, 1792 - Conus nielsenae Marsh, 1963 - Conus nigropunctatus - Conus nobilis Linnaeus, 1758 - Conus nobrei Trovao, 1975 - Conus nocturnus - Conus nussatella Linnaeus, 1758 - Conus obscurus Sowerby I in Sowerby II, 1833 - Conus ochroleucus Gmelin, 1791 - Conus omaria Hwass in Bruguiére, 1792 - Conus orbignyi Audouin, 1831 - Conus otohimeae Kuroda & Ito, 1961 - Conus pagodus Kiener, 1845 - Conus papillosus Kiener, 1845 - Conus parius Reeve, 1844 - Conus parvulus Link, 1807 - Conus patae Abbott, 1971 - Conus patricius Hinds, 1843 - Conus pealii Green, 1830 - Conus pergrandis (Iredale, 1937) - Conus perplexus Sowerby, 1857 - Conus perryae Clench, 1942 - Conus pertusus Hwass in Bruguiére, 1792 - Conus pilkeyi Petuch, 1974 - Conus planorbis Born, 1778 - Conus plinthis Richard & Moolenbeek, 1988 - Conus polongimarumai Kosuge, 1980 - Conus polyglotta Weinkauff, 1874 - Conus poormani S. S. Berry, 1968 - Conus praecellens A. Adams, 1854 - Conus princeps Linnaeus, 1758 - Conus proximus Sowerby II, 1859 - Conus pseudorbignyi Röckel & Lan, 1982 - Conus pseudosulcatus - Conus pulchellus auct., Swainson, 1822 (non Röding, 1798) - Conus pulchellus Röding, 1798 - Conus pulcher Lightfoot, 1786 - Conus pulicarius Hwass in Bruguiére, 1792 - Conus puncturatus - Conus purpurascens Sowerby, 1833 - Conus quercinus Lightfoot, 1786 - Conus radiatus Gmelin, 1791 - Conus rainesae McGinty, 1953 - Conus ranunculus Hwass in Bruguiére, 1792 - Conus raphanus Hwass in Bruguiére, 1792 - Conus raoulensis Powell, 1958 - Conus rattus Hwass in Bruguiére, 1792 - Conus recluzianus Bernardi, 1853 - Conus recurvus Broderip, 1833 - Conus regius Gmelin, 1791 - Conus regularis Sowerby, 1833 - Conus retifer Menke, 1829 - Conus rogmartini da Motta, 1982 - Conus saecularis Melvill, 1898 - Conus samiae da Motta, 1982 - Conus sanguinolentus Quoy & Gaimard, 1834 - Conus sazanka Shikama, 1970 - Conus scabriusculus Dillwyn, 1817 - Conus scalaris Valenciennes, 1832 - Conus scalptus Reeve, 1843 - Conus selenae Van Mol, Tursch et Kempf, 1967 - Conus sennottorum Rehder et Abbott, 1951 - Conus smirna Bartsch & Rehder, 1943 - Conus sowerbei Nyst, 1836 - Conus sowerbii Reeve, 1849 - Conus sowerbyi Bronn, 1848 - Conus sowerbyi Sowerby III, 1870 - Conus spectrum Linnaeus, 1758 - Conus sphacelatus - Conus spiculum Reeve, 1849 - Conus sponsalis Hwass in Bruguiére, 1792 - Conus spurius Gmelin, 1791 - Conus stearnsii Conrad, 1869 - Conus stercusmuscarum Linnaeus, 1758 - Conus stimpsoni Dall, 1902 - Conus stramineus Lam., 1810 - Conus striatellus Link, 1807 - Conus striatus Linnaeus, 1758 - Conus subaequalis Sowerby III, 1870 - Conus sugillatus Reeve, 1844 - Conus sugimotonis Kuroda, 1928 - Conus sulcatus Hwass in Bruguiére, 1792 - Conus sulcocastaneus Kosuge, 1981 - Conus suratensis Hwass in Bruguiére, 1792 - Conus taeniatus Hwass, 1792 - Conus telatus Reeve, 1848 - Conus tenuistriatus Sowerby II, 1858 - Conus teramachii (Kuroda, 1956) - Conus terebra Born, 1778 - Conus tessulatus Born, 1778 - Conus textile Linnaeus, 1758 - Conus thalassiarchus Sowerby I in Sowerby II, 1834 - Conus thomae Gmelin, 1791 - Conus tigrinus - Conus tornatus Sowerby, 1933 - Conus tribblei Walls, 1977 - Conus tulipa Linnaeus, 1758 - Conus undulatus auct., Sowerby II, 1857-1858 (non Solander, 1786) - Conus ustickei Miller In Usticke, 1959 - Conus varius Linnaeus, 1758 - Conus ventricosus (Gmelin, 1791) - Conus vexillum Gmelin, 1789 - Conus vicdani Lan, 1978 - Conus victoriae Reeve, 1843 - Conus vidua Reeve, 1843 - Conus villepinii P. Fischer et Bernardi, 1857 - Conus vimineus Reeve, 1849 - Conus vinctus - Conus viola Cernohorsky, 1977 - Conus virgatus Reeve, 1849 - Conus virgo Linnaeus, 1758 - Conus vittatus Hwass in Bruguiere, 1792 - Conus vitulinus Hwass in Bruguiére, 1792 - Conus voluminalis Reeve, 1843 - Conus vulpinus Hwass in Bruguiére, 1792 - Conus wakayamaensis (Kuroda, 1956) - Conus ximenes Gray, 1839 - Conus zebroides Kiener, 1845 - Conus ziczac Megerle von Muhlfeld, 1816}- |